# Walter Charles Langer
Walter Charles Langer (Boston, 5 febbraio 1899 – Sarasota, 4 luglio 1981) è stato uno psicoanalista statunitense.
Dopo essersi laureato nel 1923 a Harvard, negli anni '30 si trasferì a Vienna e intraprese un'analisi con Anna Freud. In questo modo entrò in contatto con il padre Sigmund Freud, ed ebbe anche modo di accompagnarlo a Londra quando questi vi emigrò per sfuggire alle persecuzioni razziali dei nazisti.
È noto soprattutto per aver elaborato nel 1943 uno studio commissionato dai servizi segreti americani sulla personalità di Adolf Hitler. Su incarico del generale William Joseph Donovan, Langer analizzò numerose interviste in possesso dei servizi segreti a persone che erano venute in contatto con Hitler, e, tra gli altri aspetti, ne indicò il suicidio come probabile epilogo in caso di sconfitta.
Nel 1972 lo studio fu reso pubblico con il titolo The Mind of Adolf Hitler, ed è attualmente disponibile on-line nella sua versione originaria; è stato tradotto in lingua italiana sotto il titolo La mente di Adolf Hitler. Il profilo psicologico in un rapporto segreto in tempo di guerra per Gingko edizioni